# Вишеград (станція метро)
50°03′47″ пн. ш. 14°25′50″ сх. д. / 50.06306° пн. ш. 14.43056° сх. д.
Вишеград (чеськ. Vyšehrad) — станція Празького метрополітену, знаходиться на лінії C в районі Панкрац, неподалік від Вишеграду, на південному кінці Нусельського мосту.
Конструкція станції: наземна крита з двом береговими платформами.

## Цікаві місця поруч із станцією
Поруч із станцією знаходиться древня фортеця Вишеград. Біля виходу розташовано празький Конгрес-Центр.

## Історія і походження назви
Станція була відкрита 9 травня 1974 року. До 1990 року називалася «Ґоттвальдова», на честь комуністичного лідера Чехословаччини і президента Клемента Ґотвальда.

## Характеристика станції
Наземна станція, розташована під автомагістраллю, що проходить по Нусельському мосту. На відміну від більшості інших станцій, конструкція «Вишеграду»  припускає роздільне розташування платформ (через особливість конструкції Нусельського моста). Виходи станції ведуть до парку, Празькому Конгрес-центру і готелю «Корінтія». Зі станції відкривається чудовий краєвид на Нусельську долину, а також панорама Праги від Празького Граду до Страшніце. Ця станція була однією з найменш витратних і коштувала всього 43 мільйони чехословацьких крон.